# 中原村 (熊本県球磨郡)
中原村（なかはらむら）は、熊本県の南部、球磨郡にかつてあった村。

## 歴史
- 1889年4月1日 - 町村制が施行し、林村、中神村、原田村が合併し中原村が発足。
- 1942年2月11日 - 西瀬村、人吉町、藍田村と合併して人吉市となる。同時に、村内の3大字は以下の各町に改められる。
  - 林 → 上林町、中林町、下林町、温泉町
  - 中神 → 中神町
  - 原田 → 上原田町、下原田町

## 学校
- 中原村立中原国民学校（現在の人吉市立中原小学校）